# Вулька Лавская (Брестская область)
Ву́лька Ла́вская (Вулька-Лавская, бел. Вулька Лаўская) — деревня в Пинском районе Брестской области Беларуси. Входит в состав Валищенского сельсовета. Расположена в 10 км от автодороги Ивацевичи — Пинск — Столин (Р-6) в 42 км от города Пинск. По переписи населения 2019 года в деревне насчитывалось 32 человека.

## История
- Конец XIX века — состоит из крестьянских поселений шляхетской околицы, принадлежавшей роду Марцинкевичей. Здесь располагалось имение мещанина Николая Телятицкого
- 1920—1930-е годы — являлась собственностью Густава Козляковского
- Июль 1943 года — фашистами уничтожено 19 дворов, убито 4 жителя
- В 1965 году включена в состав созданного Валищенского сельсовета[3]